# Maranthes
Maranthes es un género con trece especies de plantas con flores de la familia Chrysobalanaceae. Es originario de los trópicos de África, de Tailandia hasta Australia y de Centroamérica.

## Taxonomía
El género fue descrito por  Carl Ludwig Blume y publicado en Bijdragen tot de flora van Nederlandsch Indië 89. 1825. La especie tipo es: Maranthes corymbosa Blume

## Especies
| - Maranthes aubrevillei (Pellegr.) Prance ex F.White - Maranthes chrysophylla (Oliv.) Prance ex F.White - Maranthes corymbosa Blume - Maranthes floribunda (Bak) F.White - Maranthes gabunensis (Engl.) Prance - Maranthes glabra (Oliv.) Prance - Maranthes goetzeniana (Engl.) Prance - Maranthes kerstingii (Engl.) Prance ex F.White - Maranthes multiflora Korth. - Maranthes panamensis (Standl.) Prance & F.White - Maranthes polyandra (Benth.) Prance - Maranthes robusta (Oliv.) Prance ex F.White - Maranthes sanagensis F.White |